# Grzegorz Opaliński
Grzegorz Opaliński (ur. 1 lipca 1974 w Lublinie) – polski pułkownik Straży Granicznej. Konsul Generalny we Lwowie (2008–2011).

## Życiorys
Grzegorz Opaliński w 1999 ukończył prawo na Katolickim Uniwersytecie Lubelskim, a w 2001 studia podyplomowe w zakresie integracji europejskiej na Uniwersytecie Marii Curie-Skłodowskiej w Lublinie.
Pracę zawodową zaczął w 1999 w Komendzie Głównej Straży Granicznej jako specjalista. Zajmował kolejno stanowiska: starszego specjalisty, zastępcy naczelnika, a od 2006 zastępcy dyrektora Biura Analiz Strategicznych KG SG.  W latach 2003–2005 został delegowany jako ekspert narodowy do Centrum Analiz Ryzyka w Helsinkach (późniejszy Frontex). Organizował i przeprowadzał przystosowanie systemu ochrony granic do wymogów Unii Europejskiej oraz implementację zasad strefy Schengen do polskiego porządku prawnego. Opracował strategię wprowadzania systemu zarządzania ryzykiem i analizy kryminalnej w ukraińskich służbach granicznych. Od maja 2007 do listopada 2008 kierował konsulatem w Kijowie. Następnie, od grudnia 2008 do czerwca 2011, był konsulem generalnym RP we Lwowie. Następnie został przeniesiony na stanowisko konsularne do Belgradu. Powrócił do Straży Granicznej, gdzie w stopniu pułkownika został dyrektorem Zarządu Granicznego KG SG.
Żonaty, ma córkę.